# Bádonfa
Bádonfa 1872-előtt önálló község, majd 1872-től Zarkaháza, 1935-től Szentkirály része, majd 1950-től Szombathely városrésze Vas vármegyében

## Fekvése
Szombathely központjától 6 km-re délkeletre, a 87-es főút és a Gyöngyös-patak között fekszik. Határai mára elmosódtak, de lényegében a mai Sport-tér keleti oldala, a Bádonfa utca, a Külső-Rumi útnak a Bogáti fasorig terjedő szakasza és a később létesült mai Farkas utca alkotják az egykori község területét.

## Története
A település feltehetően a 13. században keletkezett, alapítója a Hermán nemzetségbeli Balduin lehetett. A nemzetségben két Balduint is ismerünk a 13. század végéről. Neve eredetileg Balduinfalva, majd Baldonfalva lehetett. A Balduintól származott Hermánok később felvették a Hermányi Baldon nevet. Közülük 1469-ben említik Hermányi Baldon Jánost. A települést írott forrás 1526-ban "Baldonfalwa", illetve "Badonfalwa" néven említi először. Ekkor Herre Lőrinc felesége Hermani Alberttel kötött egyezséget Hermani György birtokaira. A birtokrészek között nemesi kúriája tartozékaival és szántóföldjeivel Baldonfalwa is szerepel. 1548-ban Herre Lőrinc és István elzálogosítják a Gyöngyösön álló malmukat. Birtokosai a Hermáni, Herre, Tarródy, Czakó, Hollósy, Tharrody és Zarka családok voltak, de volt itt birtoka a Szentgotthárdi ciszterci apátságnak is. Ezután 1631-ben, 1678-ban és 1699-ben is említik az oklevelek. A 18. század második felében megemlítik, hogy Badonfán a Gyöngyös medre sekély és alacsony, melynek következtében rétjei sokat állnak víz alatt. A patak vizének halászata miatt gyakoriak voltak a viták a falu és a környező birtokosok között. 1785-ben 17 házában 45 lakos élt, közülük 1 nemes, 5 paraszt, 5 polgár és 5 zsellércsalád. 1828-ban Bádonfán Zarkaházával együtt 8 jobbágy, 6 zsellér, 10 ház nélküli zsellér, 10 fiú és egy szolga élt. A faluban két molnár bírta a malmot és egy kovácsmester is dolgozott.
Fényes Elek szerint "Bádonfa, magyar falu, Vas vgyében, 75 kath. lak. F. u. a Skerlecz és Zarka családok. Ut. p. Szombathely."
1872-ben a szomszédos Zarkaháza községhez csatolták, ezzel végleg elveszítette önállóságát.